# 이케다 나가요시 (1587년)
이케다 나가요시(일본어: 池田長幸, 1587년 ~ 1632년)는 이나바 돗토리번 제2대 번주, 빗추 마쓰야마번 초대 번주를 지냈다. 나가요시류 미노 이케다가 제2대 당주.
| 전임 이케다 나가요시 | 제2대 돗토리번 번주 (이케다가, 나가요시(長吉)류) 1614년 ~ 1617년 | 후임 이케다 미쓰마사 |

| 전임 고보리씨 2대에 걸친 빗추 대관 관할 | 제1대 빗추 마쓰야마번 번주 (이케다가) 1617년 ~ 1632년 | 후임 이케다 나가쓰네 |